# Grouville
Grouville è una delle dodici parrocchie in cui è suddiviso il Baliato di Jersey. Conta 4.702 abitanti.

## Amministrazione

### Gemellaggi
- Portbail